# Club de Fútbol Barcelona 1965-1966

## Rosa
| N. |                    | Ruolo | Calciatore          |
| -- | ------------------ | ----- | ------------------- |
|    | Spagna (bandiera)  | P     | José Manuel Pesudo  |
|    | Spagna (bandiera)  | P     | Salvador Sadurní    |
|    | Spagna (bandiera)  | D     | Eladio              |
|    | Spagna (bandiera)  | D     | Fernando Olivella   |
|    | Uruguay (bandiera) | D     | Julio César Benítez |
|    | Spagna (bandiera)  | D     | Antoni Torres       |
|    | Spagna (bandiera)  | D     | Gallego             |
|    | Spagna (bandiera)  | D     | Foncho              |
|    | Spagna (bandiera)  | D     | Sígfrid Gràcia      |
|    | Francia (bandiera) | C     | Lucien Muller       |
|    | Spagna (bandiera)  | C     | Josep Fusté         |
|    | Spagna (bandiera)  | C     | Martí Vergés        |

| N. |                     | Ruolo | Calciatore            |
| -- | ------------------- | ----- | --------------------- |
|    | Spagna (bandiera)   | C     | Jesús María Pereda    |
|    | Spagna (bandiera)   | C     | Ramón Montesinos      |
|    | Spagna (bandiera)   | A     | Joaquim Rifé          |
|    | Spagna (bandiera)   | A     | Pedro Zaballa         |
|    | Spagna (bandiera)   | A     | José Antonio Zaldúa   |
|    | Perù (bandiera)     | A     | Juan Seminario        |
|    | Paraguay (bandiera) | A     | Cayetano Ré           |
|    | Spagna (bandiera)   | A     | Vicente González Sosa |
|    | Spagna (bandiera)   | A     | Serafín García Muñoz  |
|    | Spagna (bandiera)   | A     | Luis Vidal Planella   |
|    | Spagna (bandiera)   | A     | Lluís Pujol           |
|    | Spagna (bandiera)   | A     | Pere Mas Pujol        |

### Staff tecnico
- Allenatore:  Roque Olsen